# Hidakagawa, Wakayama
Hidakagawa (日高川町 Hidakagawa-chō) là thị trấn thuộc huyện Hidaka, tỉnh Wakayama, Nhật Bản. Tính đến ngày 1 tháng 10 năm 2020, dân số ước tính thị trấn là 9.219 người và mật độ dân số là 28 người/km2. Tổng diện tích thị trấn là 331,6 km2.

## Địa lý

### Đô thị lân cận
- Wakayama
  - Gobō
  - Tanabe
  - Hidaka
  - Inami
  - Hirogawa
  - Aridagawa

### Khí hậu
| Dữ liệu khí hậu của Kawabe, Hidakagawa   | Dữ liệu khí hậu của Kawabe, Hidakagawa | Dữ liệu khí hậu của Kawabe, Hidakagawa | Dữ liệu khí hậu của Kawabe, Hidakagawa | Dữ liệu khí hậu của Kawabe, Hidakagawa | Dữ liệu khí hậu của Kawabe, Hidakagawa | Dữ liệu khí hậu của Kawabe, Hidakagawa | Dữ liệu khí hậu của Kawabe, Hidakagawa | Dữ liệu khí hậu của Kawabe, Hidakagawa | Dữ liệu khí hậu của Kawabe, Hidakagawa | Dữ liệu khí hậu của Kawabe, Hidakagawa | Dữ liệu khí hậu của Kawabe, Hidakagawa | Dữ liệu khí hậu của Kawabe, Hidakagawa | Dữ liệu khí hậu của Kawabe, Hidakagawa |
| Tháng                                    | 1                                      | 2                                      | 3                                      | 4                                      | 5                                      | 6                                      | 7                                      | 8                                      | 9                                      | 10                                     | 11                                     | 12                                     | Năm                                    |
| ---------------------------------------- | -------------------------------------- | -------------------------------------- | -------------------------------------- | -------------------------------------- | -------------------------------------- | -------------------------------------- | -------------------------------------- | -------------------------------------- | -------------------------------------- | -------------------------------------- | -------------------------------------- | -------------------------------------- | -------------------------------------- |
| Cao kỉ lục °C (°F)                       | 18.9 (66.0)                            | 22.3 (72.1)                            | 24.2 (75.6)                            | 28.8 (83.8)                            | 31.0 (87.8)                            | 33.3 (91.9)                            | 37.5 (99.5)                            | 38.4 (101.1)                           | 35.2 (95.4)                            | 31.9 (89.4)                            | 26.4 (79.5)                            | 22.6 (72.7)                            | 38.4 (101.1)                           |
| Trung bình ngày tối đa °C (°F)           | 9.9 (49.8)                             | 11.2 (52.2)                            | 14.7 (58.5)                            | 19.8 (67.6)                            | 24.2 (75.6)                            | 26.6 (79.9)                            | 30.2 (86.4)                            | 31.9 (89.4)                            | 28.7 (83.7)                            | 23.4 (74.1)                            | 17.9 (64.2)                            | 12.4 (54.3)                            | 20.9 (69.6)                            |
| Trung bình ngày °C (°F)                  | 6.0 (42.8)                             | 6.6 (43.9)                             | 9.5 (49.1)                             | 14.3 (57.7)                            | 18.7 (65.7)                            | 22.0 (71.6)                            | 25.7 (78.3)                            | 26.8 (80.2)                            | 23.7 (74.7)                            | 18.6 (65.5)                            | 13.3 (55.9)                            | 8.2 (46.8)                             | 16.1 (61.0)                            |
| Tối thiểu trung bình ngày °C (°F)        | 2.2 (36.0)                             | 2.4 (36.3)                             | 4.7 (40.5)                             | 9.2 (48.6)                             | 13.9 (57.0)                            | 18.3 (64.9)                            | 22.4 (72.3)                            | 23.1 (73.6)                            | 20.0 (68.0)                            | 14.6 (58.3)                            | 9.2 (48.6)                             | 4.3 (39.7)                             | 12.0 (53.7)                            |
| Thấp kỉ lục °C (°F)                      | −4.1 (24.6)                            | −4.3 (24.3)                            | −2.6 (27.3)                            | 0.5 (32.9)                             | 3.8 (38.8)                             | 11.0 (51.8)                            | 16.7 (62.1)                            | 16.7 (62.1)                            | 11.0 (51.8)                            | 7.0 (44.6)                             | 0.8 (33.4)                             | −1.9 (28.6)                            | −4.3 (24.3)                            |
| Lượng Giáng thủy trung bình mm (inches)  | 68.3 (2.69)                            | 87.8 (3.46)                            | 130.7 (5.15)                           | 141.5 (5.57)                           | 167.8 (6.61)                           | 255.4 (10.06)                          | 261.8 (10.31)                          | 186.3 (7.33)                           | 267.3 (10.52)                          | 199.1 (7.84)                           | 114.2 (4.50)                           | 72.6 (2.86)                            | 1.961 (77.20)                          |
| Số ngày giáng thủy trung bình (≥ 1.0 mm) | 6.7                                    | 7.8                                    | 10.0                                   | 9.4                                    | 9.2                                    | 12.7                                   | 10.8                                   | 9.0                                    | 10.6                                   | 9.8                                    | 7.9                                    | 6.9                                    | 110.8                                  |
| Số giờ nắng trung bình tháng             | 149.3                                  | 154.1                                  | 188.5                                  | 197.4                                  | 201.9                                  | 136.3                                  | 173.4                                  | 224.0                                  | 168.5                                  | 174.2                                  | 159.1                                  | 150.7                                  | 2.081,2                                |
| Nguồn: Cục Khí tượng Nhật Bản            |                                        |                                        |                                        |                                        |                                        |                                        |                                        |                                        |                                        |                                        |                                        |                                        |                                        |

## Giao thông

### Đường sắt
JR West – Tuyến Kisei chính
- Wasa

### Cao tốc/Xa lộ
- Yuasa-Gob
- Quốc lộ 424